# Tripleurospermum inodorum
La manzanilla marítima o manzanilla sin olor (Tripleurospermum inodorum) es una especie de planta con flor de la familia perteneciente a la familia de las compuestas.

## Descripción
Anual de 10-50 cm de altura, erecta, sin pelos; hojas varias veces divididas hasta el nervio, generando segmentos numerosos y finos como hilos, agudos, muy poco o nada olorosa al contrario que otras manzanillas. Flores de dos clase, una tubulares, amarillas, reunidas en el centro y sobre una "almohadilla" (receptáculo) semiesférica, con pequeñas "escamitas" entre ellas; otras con una lámina blanca (lígula) y situadas en el borde del receptáculo, formando entre ambas y las brácteas una agrupación llamada capítulo que tiene en este caso unos 20-35 mm de diámetro y está instalado al final de los tallos, sobre un rabillo largo y fino. Fruto con costillas bien separadas (costillas en contacto o ligeramente separadas en Tripleurospermum maritimum).

## Distribución y hábitat
El área de distribución nativa de esta especie se extiende desde Europa:
- Europa Central: Alemania, Austria, Bélgica, República Checa, Eslovenia, Eslovaquia, Hungría, Países Bajos, Polonia y Suiza.
- Europa del Norte: Dinamarca, Finlandia, Irlanda, Noruega, Suecia y Reino Unido.
- Europa del Sur: Italia y Grecia.
- Europa Occidental: Francia, Portugal y España. Todo el Mediterráneo, pero ausente en la mayoría de las islas.[4]
- Europa Oriental: Albania, Bulgaria, Bielorrusia, Chipre, Países Bálticos, Ucrania, antigua Yugoslavia y Rumania.

Hasta Asia templada: Turquía; en el Cáucaso: Azerbaiyán, Georgia, Federación de Rusia (Ciscaucasia y Daguestán); Siberia: (Federación de Rusia, Siberia Occidental): Asia central: Kazajistán; Kirguistán, Tayikistán, Uzbekistán; China (Sinkiang).
Vive en baldíos o en barbechos, cunetas y lugares alterados por el hombre, así mismo, crece principalmente en el bioma templado.

## Taxonomía
La especie fue descrita inicialmente como Matricaria inodora por Carlos Linneo y publicada en Flora Suecica, Editio Secunda Aucta et Emendata 297, en 1755, actualmente es tanto un sinónimo como el basónimo de esta; y ulteriormente, sería transferida al género Tripleurospermum por Carl Heinrich Bipontinus Schultz en Ueber die Tanaceteen: mit besonderer Berücksichtigung der deutschen Arten 32, en 1844.

#### Etimología
Véase: Tripleurospermum
inodorum: epíteto latino que significa "inodora, sin olor".

## Nombres comunes
- Castellano: Manzanilla, manzanilla inodora, manzanilla fina, manzanilla marítima, manzanilla salvaje, manzanilla sin olor, margarita, margarita inodora, margarita fina, margarita marítima, margarita salvaje, margarita sin olor.[8]